# Грамота

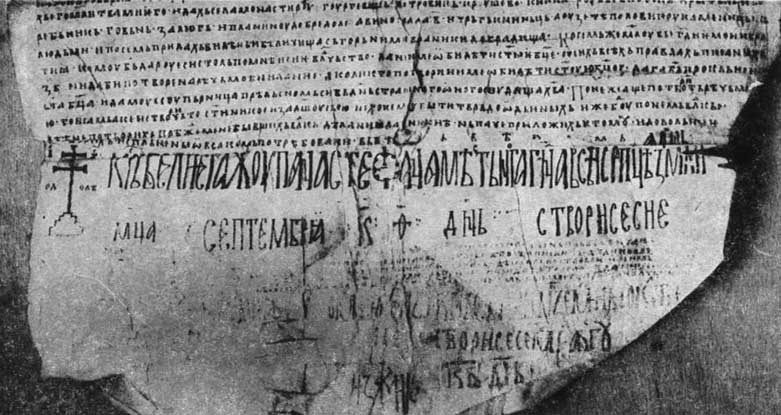
«Грамота монастырю Хиландар», написана между 1200 и 1202 годами. Документ подтверждает право монастыря на владение землями, дарованными Стефаном Неманей и Стефаном Первовенчанным

Гра́мота (греч. γράμματα — письмо, писчая бумага) — на Руси X—XVII веков и в некоторых других средневековых славянских государствах — деловой документ (главным образом, так называли акты) и письма (официальные и частные).

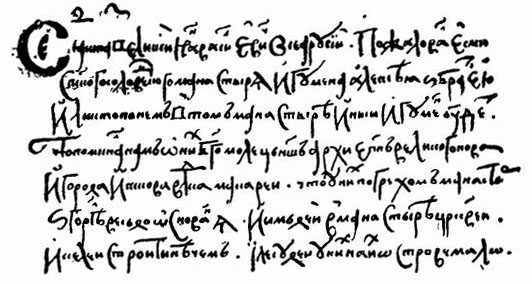
Жалованная грамота великого князя Ивана Васильевича Спасскому Соловецкому монастырю

На Руси грамоты писались на досках, лубе-берёсте (так называемые берестяные грамоты), пергаменте, с XIV века и на бумаге.

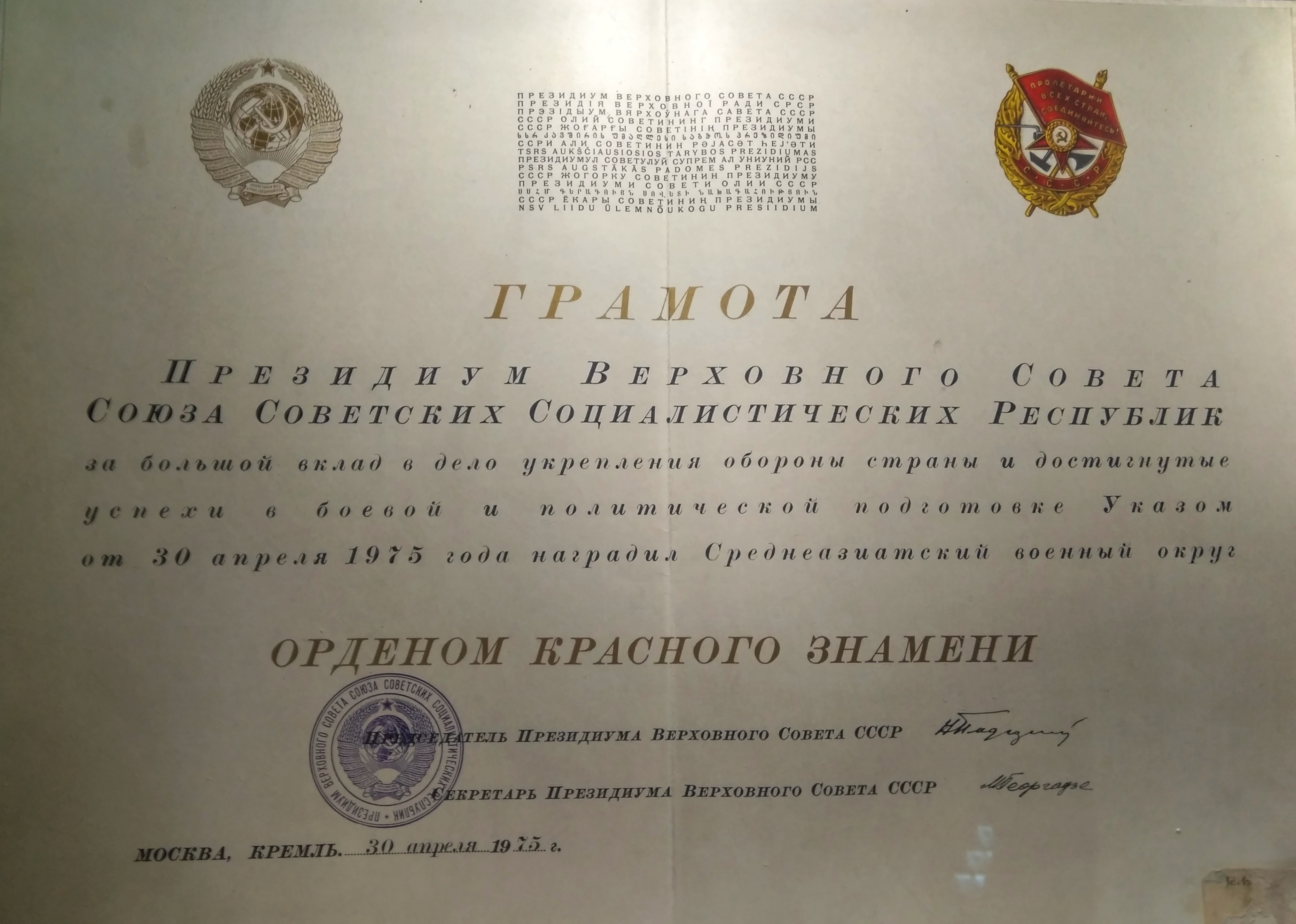
Грамота Президиума Верховного Совета СССР о награждении Среднеазиатского военного округа Орденом Красного Знамени

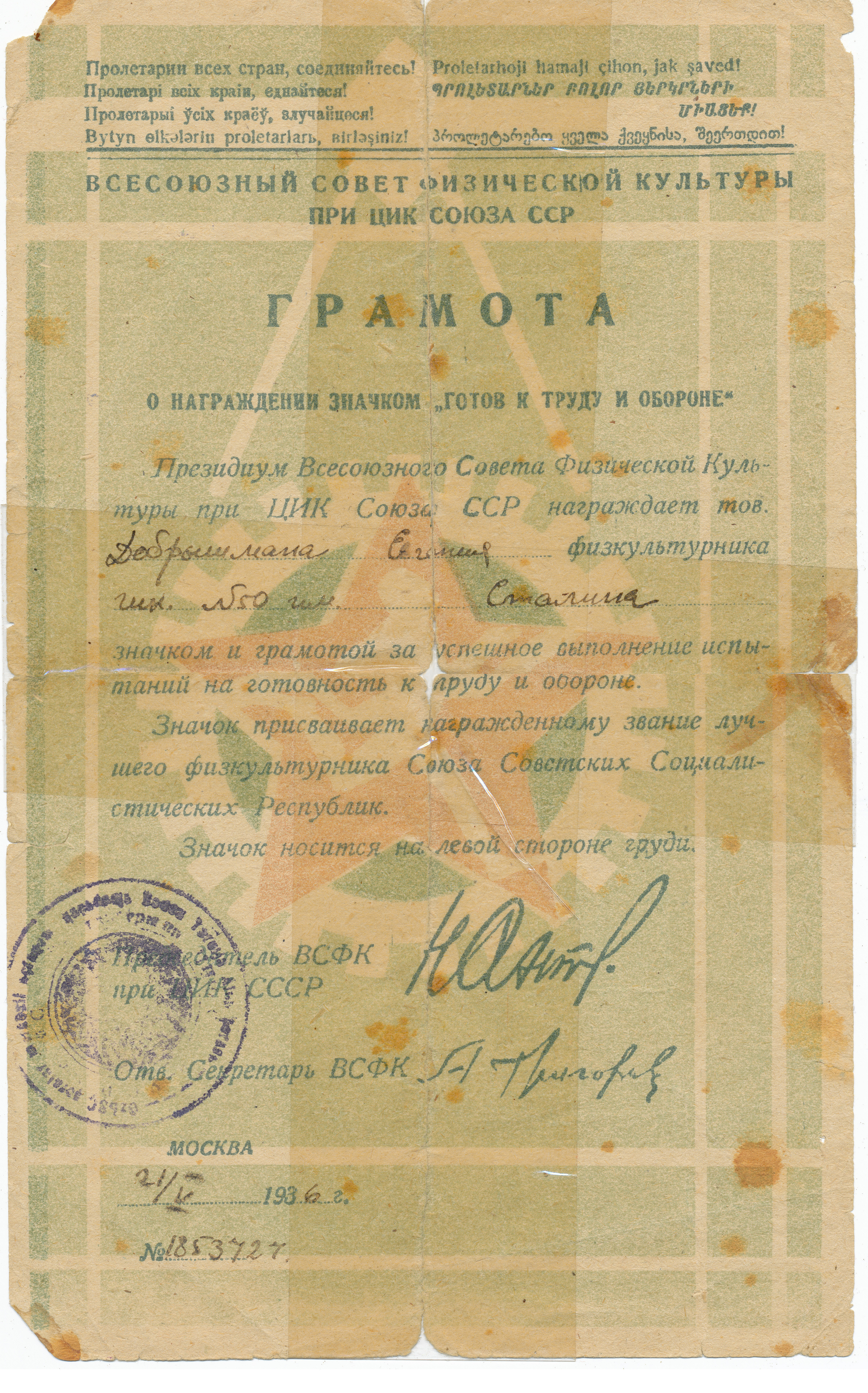
Грамота о награждении значком «Готов к труду и обороне» (1936 год)

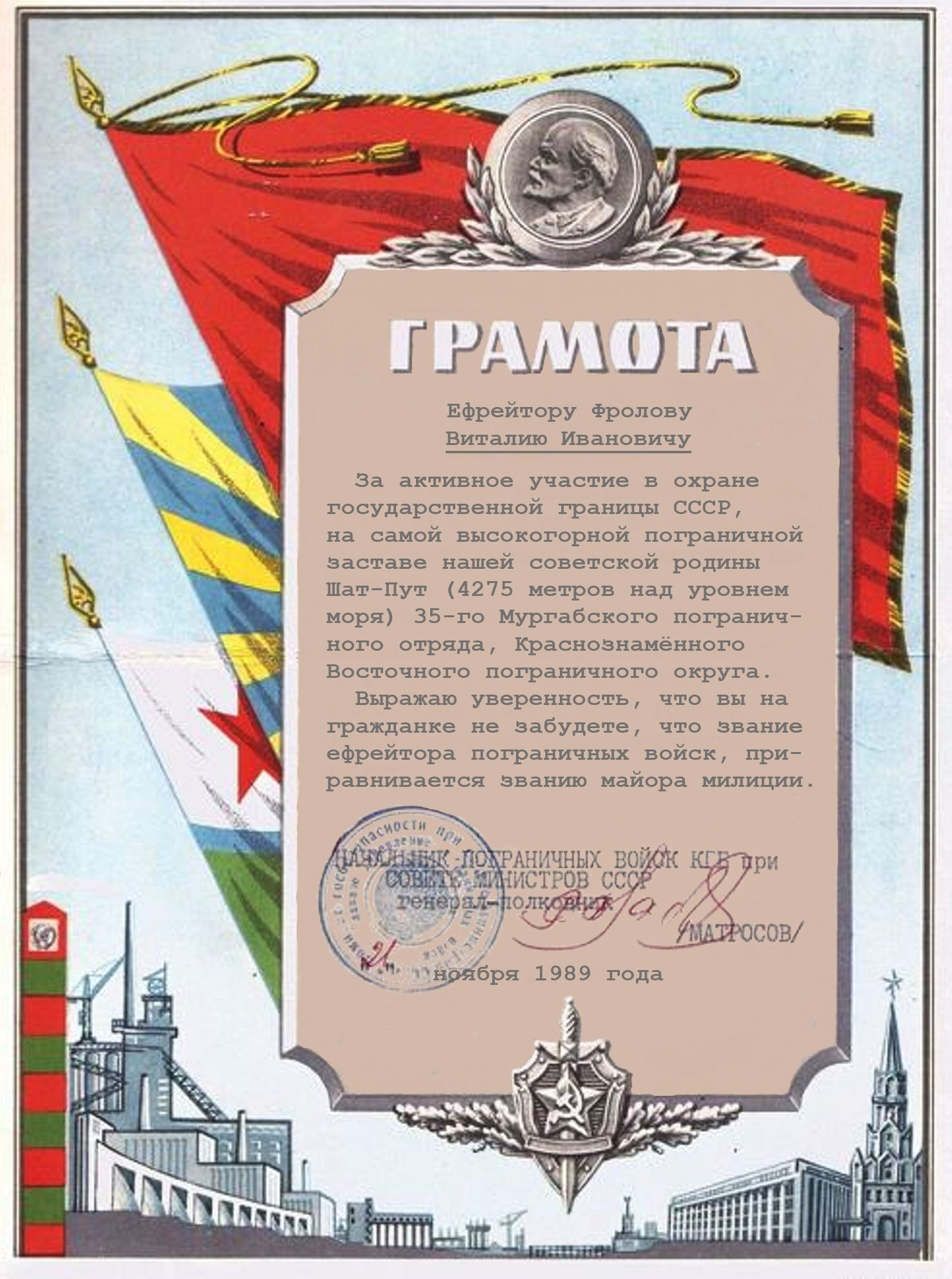
Шутливая грамота, якобы выписанная Командующим Пограничными войсками КГБ СССР генерал-полковником Матросовым

Термин «Грамота» заимствован из Византии, где grammata обозначала послания, указы, а также любые другие письменные документы. В советское время получили широкое распространение похвальные грамоты и почётные грамоты. В настоящее время термин «грамота» по-прежнему применяется по отношению к некоторым видам документов: верительные грамоты и некоторые другие.

## История
Одним из первых упоминаний грамоты считается указание в «Повести временных лет» на грамоты князя Игоря сына Рюрика русским купцам.
Из древнейших грамот Руси, дошедших до наших дней, можно отметить жалованную грамоту князя Мстислава Владимировича новгородскому монастырю на землю (приблизительно XII век, пергамент). Сохранились также несколько древних берестяных грамот.
В период с XIV века по XVII век с развитием Российского государства и экономических отношений появляется значительное количество грамот, большая часть из которых представляет собой различные правовые акты. В виде грамот изложены и некоторые судебные кодексы того времени, например, Новгородская и Псковская судные грамоты.
Со введением с XVIII века Петром I западноевропейской номенклатуры деловых документов, термин грамота перестаёт употребляться широко (однако Екатерина II принимает грамоты 1785 года: жалованную грамоту дворянству и городам), но вновь начинает использоваться после реформы 1861 (уставные грамоты, определявшие взаимные права и обязанности помещиков и освобождённых крестьян). В то же время получило распространение выдача грамот на чин, звание, титул и тому подобное.
В научной исторической литературе грамотой также принято называть некоторые западноевропейские документы феодального периода (в основном, XIII—XIV веков), по сути являвшиеся правовыми актами, юридически оформлявшими права, обязанности и привилегии сторон (в основном права даровались монархами отдельным лицам или учреждениям). Такие документы писались на латинском языке и имели специальную номенклатуру. Кроме того, в форме грамот фиксировались судебные решения и различные сделки.
К наиболее древним из сохранившихся западноевропейских грамот относятся грамоты франкских королей, оформлявших земельные дарения, иммунитетные пожалования и прочие (VII век). Большая часть из них дошла до наших дней в копиях, записанных в картуляриях. Особенно многочисленны западноевропейские грамоты XI—XV веков (например, к грамотам относится Великая хартия вольностей 1215). Для различных видов грамот применялись разные формулы.
В настоящее время в России видом поощрения является Грамота Верховного главнокомандующего Вооружёнными силами Российской Федерации.

## Виды и типы
- Аккредитивная грамота[3]
- Берестяные грамоты
- Бессудная грамота[4]
- Верительные грамоты
- Вводная послушная грамота[5]
- Вопросная грамота[6]
- Губная грамота
- Двинская уставная грамота 1397
- Договорные грамоты[7]
- Докладная грамота[8]
- Духовная грамота
- Жалованная грамота городам 1785
- Жалованная грамота дворянству 1785
- Жалованные грамоты
- Известительная грамота
- Несудимая грамота
- Неписанная грамота[9]
- Отзывная грамота
- Опасная грамота
- Порядная грамота
- Послушная грамота
- Разметная грамота[10][11]
- Собрание государственных грамот и договоров
- Тарханно-несудимая грамота
- Уставная грамота 1861

- Любительная грамота[12] — грамота, подтверждающая мирные отношения между странами.
- Обнадёживательная грамота[12] — предварительная грамота с извещением о принятии условий договора.
- Подтверждённая грамота[12] — грамота, заключающая в себе ранее заключённого договора.
- Полномочная грамота[12] — документ, свидетельствующий о полномочиях послов.
- Проезжая грамота[12] — документ, выдававшийся отдельным лицам для беспрепятственного проезда.
- Ставленная грамота[12] — грамота, заключавшая в себе назначение на должность.